# Laloides disciplenus
Laloides disciplenus là một loài ruồi trong họ Asilidae. Laloides disciplenus được Walker miêu tả năm 1861. Loài này phân bố ở miền Australasia.